# Charles Dufresne

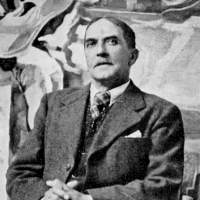
Charles Dufresne

Charles Dufresne (* 23. November 1876 in Millemont; † 8. August 1938 in La Seyne-sur-Mer) war ein französischer Designer, Grafiker, Genre- und Landschaftsmaler- des Fauvismus, Kubismus und Orientalismus.
Dufresne war ein Künstler der französischen Schule des frühen 20. Jahrhunderts. Er entwickelte seinen endgültigen Stil nach seinem Orientaufenthalt und die farbenfrohe, exotische Welt Nordafrikas beeinflusste seine Arbeit.

## Leben
Dufresne kam im Alter von elf Jahren zu einem gewerblichen Graveur in die Lehre und belegte Abendkurse in Zeichnen und Komposition. ||Er war zunächst auf dem Gebiet der Gebrauchsgrafik und des Kupferstichs tätig und studierte Gravur und Malerei an der École des beaux-arts de Paris. Anschließend unternahm er von 1905 bis 1908 eine Reise nach Italien und hielt sich 1910 bis 1913 Dank eines Stipendiums für die Villa Abd-el-Tif zwei Jahre lang in Algier auf.
Dufresne war seit 1910 Mitglied der Société nationale des beaux-arts und nahm an den Ausstellungen des Salon National des Beaux-Arts teil. Im Jahr 1923 war er einer der Mitbegründer des Salon des Tuileries. Dufresne entwarf eine Reihe von gewebten Wandteppichen, deren Motive auf der Geschichte Paul et Virginie Jacques-Henri Bernardin de Saint-Pierre basieren, zu einer vom Mobilier National in Auftrag gegebenen Möbelgarnitur. Seine 1924 gefertigten Wandteppiche für eine von Süe et Mare entworfene Möbelgarnitur waren 1925 auf der Pariser Exposition internationale des arts décoratifs et industriels modernes ausgestellt er erhielten zahlreiche Preise, die er zumeist nicht annahm.
Im Jahr 1937 schuf er die großen Wandbilder im Palais de Chaillot, da er eine besondere Begabung für dekorative Flächengestaltung hatte. 1938 fertigte er Wandgemälde für den Hörsaal der École de Pharmacie. Er stellte zudem Kartons für Wandteppiche, Pastell- und Ölgemälde, sowie Dekorationen und Entwürfe zur Kostüm- und Bühnengestaltung her, so unter anderem für die Aufführung des orientalischen Dramas Antar, das an der Pariser Oper unter der Leitung von Jacques Rouché aufgeführt wurde.

## Werke (Auswahl)
Dufresnes Werke befinden sich unter anderem in der National Gallery of Art in Washington, D.C. Er schuf auch religiöse und mythologische Kompositionen, Modellstudien, Stillleben und Plastiken.
- 1905: Sortie au Bal[7]
- Kreuzigung (Musee d’Art Moderne, Paris)
- 1925: Le Jugement de Paris
- Marokkanische Landschaft
- Frau mit Gitarre
- Landschaft bei St. Clair
- Rückkehr von der Jagd
- Zwei Zebras[8]

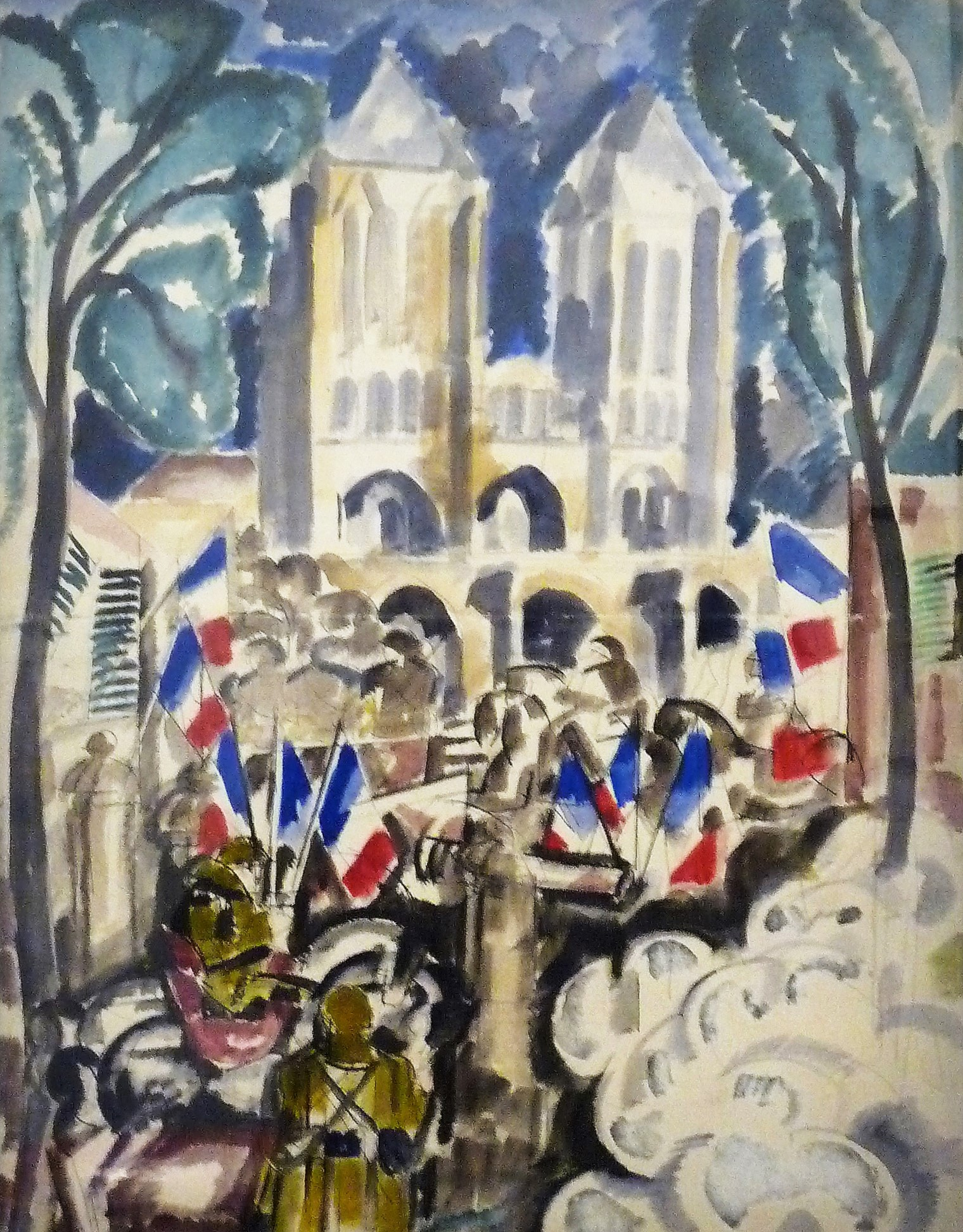
Noyon, 1917
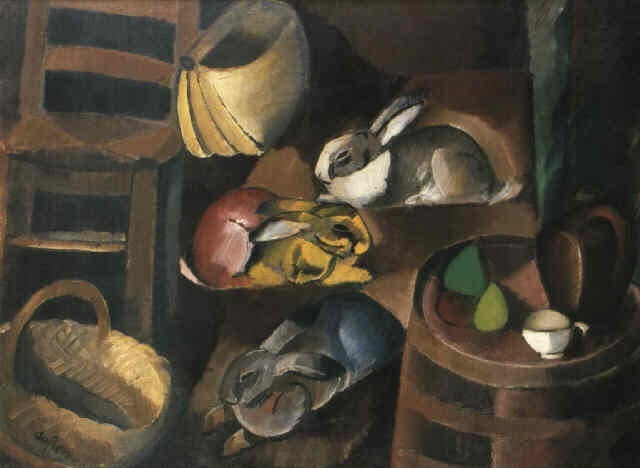
The Rabbits, 1919
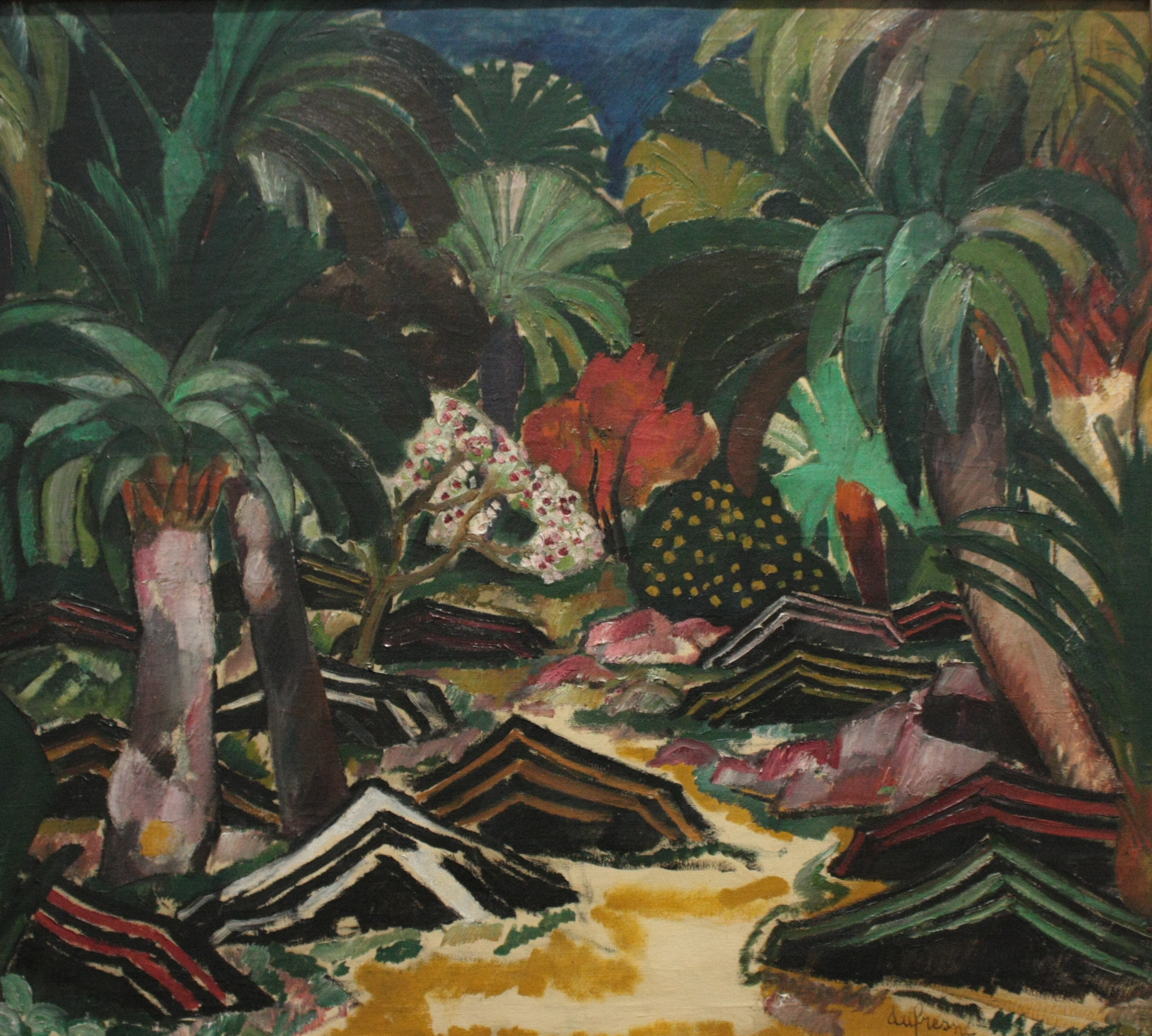
Campement arabe, 1920
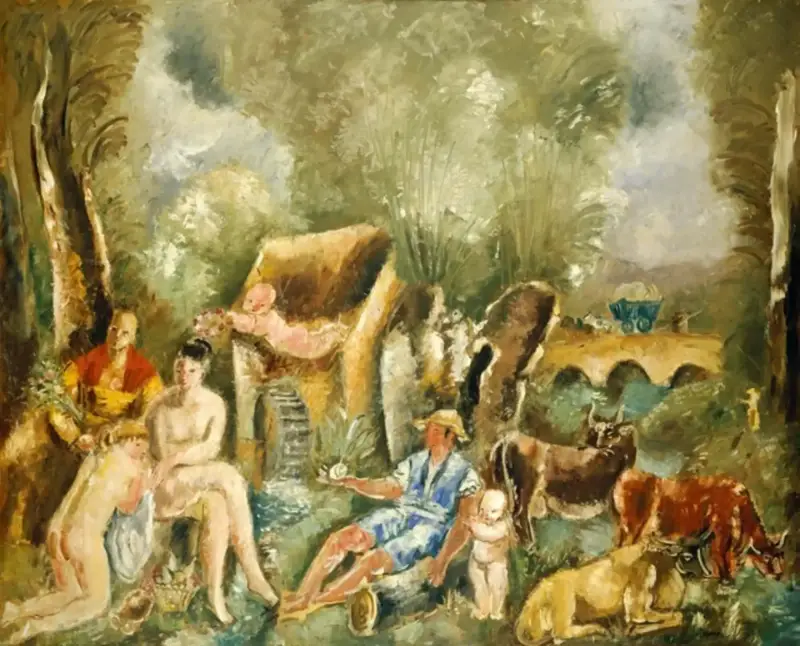
Judgment of Paris
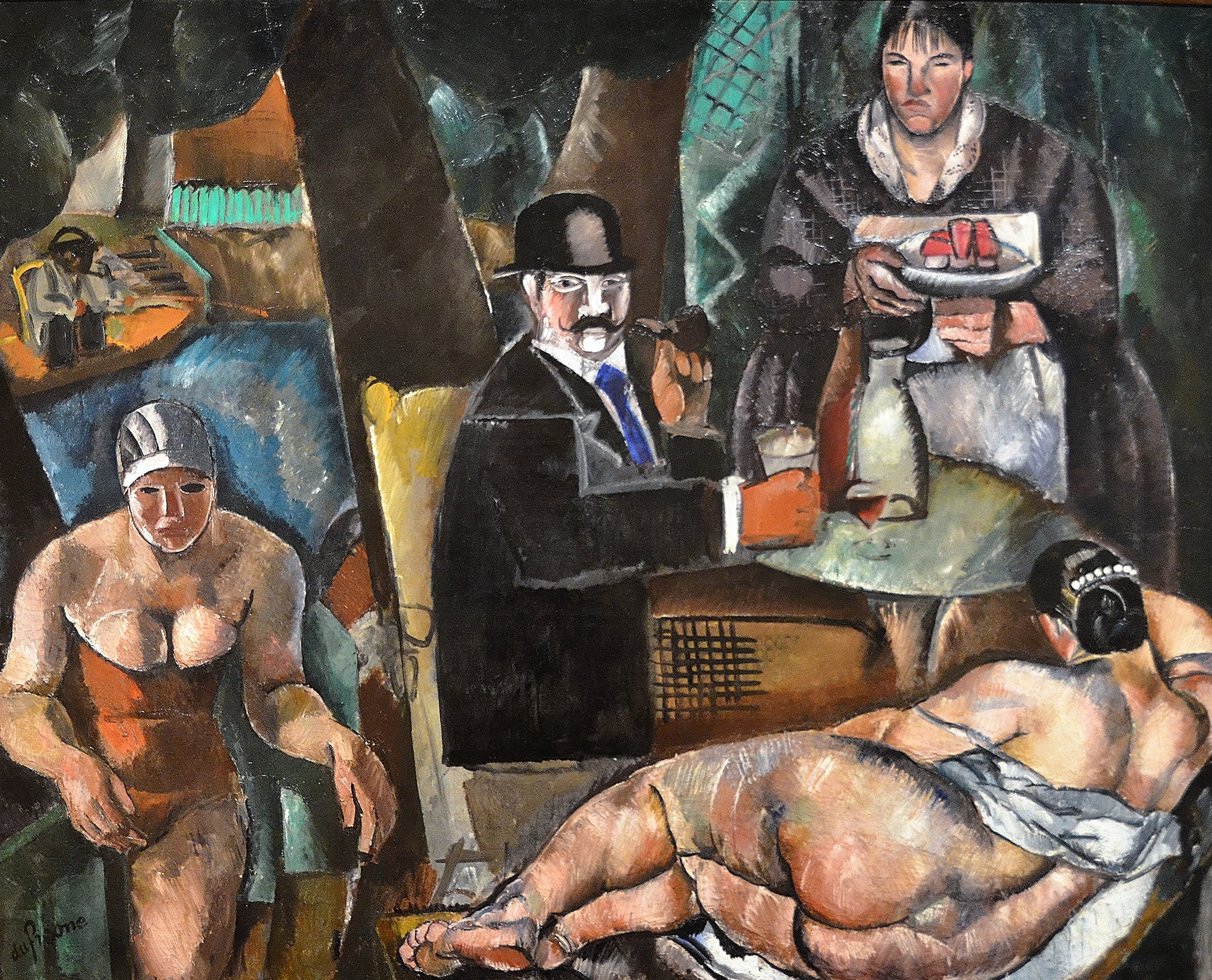
Les Ondines de la Marne